# Chris Curtis
Christopher Curtis (Cincinnati, 15 de julho de 1987) é um lutador de MMA americano, e o atual Campeão Meio-Médio do CES MMA. Curtis também competiu em organizações como Absolute Action, HFC, Coveted FC e PA Cage Fight. Ele é membro da Team Vision MMA.

## Cartel no MMA
| Cartel no MMA   |             |            |
| 17 lutas        | 13 vitórias | 4 derrotas |
| Por nocaute     | 5           | 0          |
| Por finalização | 2           | 1          |
| Por decisão     | 6           | 3          |

| Res.    | Cartel | Oponente           | Método                       | Evento                                                 | Data       | Round | Tempo | Local                      | Notas                                         |
| ------- | ------ | ------------------ | ---------------------------- | ------------------------------------------------------ | ---------- | ----- | ----- | -------------------------- | --------------------------------------------- |
| Vitória | 13-4   | Gil de Freitas     | Nocaute Técnico (socos)      | CES MMA 32                                             | 08/06/2016 | 1     | 3:13  | Lincoln, Rhode Island      | Ganhou o cinturão dos meio médios do CES MMA. |
| Vitória | 12-4   | Amaechi Oselukwue  | Decisão (unânime)            | AAMMA - Absolute Action MMA 44                         | 24/10/2015 | 3     | 5:00  | Highland Heights, Kentucky |                                               |
| Vitória | 11-4   | Tyson Triplett Sr. | Finalização (socos)          | AAMMA - Absolute Action MMA 42                         | 24/04/2015 | 1     | 2:15  | Highland Heights, Kentucky |                                               |
| Derrota | 10-4   | Belal Muhammad     | Decisão (unânime)            | HFC 21                                                 | 13/09/2014 | 3     | 5:00  | Valparaiso, Indiana        |                                               |
| Vitória | 10-3   | Tiawan Howard      | Finalização (chave de braço) | Coveted Fighting Championship 3                        | 21/06/2014 | 2     | 2:37  | Mentor, Ohio               |                                               |
| Vitória | 9-3    | Rex Harris         | Decisão (dividida)           | PACF - PA Cage Fight 18                                | 24/05/2014 | 3     | 3:00  | Pennsylvania               |                                               |
| Vitória | 8-3    | Ron Keslar         | Decisão (unânime)            | MMA Xtreme - Fists Will Fly                            | 24/08/2013 | 3     | 5:00  | Evansville, Indiana        |                                               |
| Derrota | 7-3    | Forrest Petz       | Decisão (unânime)            | NAAFS - Fight Night in the Flats 9                     | 01/06/2013 | 3     | 5:00  | Cleveland, Ohio            |                                               |
| Vitória | 7–2    | Andrew Trace       | Decisão (unânime)            | TWEF - Heavy Hitters                                   | 08/10/2011 | 3     | 5:00  | Florence, Kentucky         |                                               |
| Vitória | 6–2    | Micah Bender       | Nocaute Técnico (socos)      | Rocktagon MMA - Elite Series 6                         | 30/07/2011 | 2     | 0:22  | North Olmsted, Ohio        |                                               |
| Derrota | 5–2    | Tom Gallicchio     | Finalização (mata-leão)      | Xtreme Caged Combat - Reckless Abandon                 | 20/05/2011 | 3     | 2:08  | Philadelphia, Pennsylvania |                                               |
| Vitória | 5–1    | Erick Jordan       | Nocaute (joelhada)           | Spartan FC 6                                           | 10/12/2010 | 1     | 4:58  | Ashland, Kentucky          |                                               |
| Vitória | 4–1    | Rob Nickerson III  | Nocaute (joelhada)           | AAMMA 6 - Proving Ground                               | 16/10/2010 | 1     | 0:43  | Florence, Kentucky         |                                               |
| Vitória | 3–1    | Kevin Powers       | Nocaute Técnico (socos)      | Universal Cage Combat - Lights, Camera, Maximum Action | 08/10/2010 | 1     | 1:33  | Lawrenceburg, Indiana      |                                               |
| Vitória | 2-1    | Nah-shon Burrell   | Decisão (unânime)            | Xtreme Caged Combat - Hostile Intent                   | 01/10/2010 | 3     | 5:00  | Pennsylvania               |                                               |
| Vitória | 1-1    | Ian Rammel         | Decisão (unânime)            | ICE - International Combat Events 46                   | 01/05/2010 | 3     | 5:00  | Forest Park, Ohio          |                                               |
| Derrota | 0-1    | Brandon Pinkston   | Decisão (dividida)           | RFL - Maximum Impact                                   | 27/06/2009 | 3     | 5:00  | Hammond, Indiana           |                                               |